# 1990 UK
1990 UK är en asteroid i huvudbältet som upptäcktes den 20 oktober 1990 av den japanska astronomen Takeshi Urata vid Nihondaira-observatoriet.
Asteroiden har en diameter på ungefär 6 kilometer och den tillhör asteroidgruppen Maria.